# Числа Пізо
Число Пізо (або число Пізо — Віджаяраґгавана, або PV-число) — будь-яке ціле алгебричне число, більше від одиниці, модулі всіх спряжених якого строго менші від одиниці. Ці числа відкрив 1912 року Аксель Туе, від 1919 року вивчав Ґодфрі Гарді у зв'язку з діофантовими наближеннями, але популярність вони здобули після опублікування 1938 року дисертації Шарля Пізо. У 1940-х роках дослідження продовжили Тірукканнапурам Віджаяраґгаван і Рафаель Салем.
З числами Пізо тісно пов'язані числа Салема: це таке число, модулі всіх спряжених якого не перевищують 1 і серед них є одиничний.

## Властивості
Що більший натуральний показник степеня PV-числа, то більше цей степінь наближається до цілого числа. Пізо довів, що серед нецілих додатних алгебричних чисел, модулі яких більші від 1, ця властивість є винятковою для PV-чисел: якщо дійсне число {\displaystyle \alpha >1} таке, що послідовність відстаней {\displaystyle \|\alpha ^{n}\|} від його степенів до множини цілих чисел квадратно сумовні (належать L2)[уточнити], то {\displaystyle \alpha } — число Пізо (і, зокрема, {\displaystyle \alpha } — алгебричне).
Найменшим числом Пізо є єдиний дійсний корінь кубічного рівняння {\displaystyle x^{3}-x-1=0}, відомий як пластичне число.
Квадратичні ірраціональності, що є числами Пізо:
| Значення                                    | Многочлен                  | Числове значення                      |
| ------------------------------------------- | -------------------------- | ------------------------------------- |
| {\displaystyle {\frac {1+{\sqrt {5}}}{2}}}  | {\displaystyle x^{2}-x-1}  | 1,618034 … (золотий перетин)          |
| {\displaystyle 1+{\sqrt {2}}}               | {\displaystyle x^{2}-2x-1} | 2,414214… (срібний перетин)           |
| {\displaystyle {\frac {3+{\sqrt {5}}}{2}}}  | {\displaystyle x^{2}-3x+1} | 2,618034… A104457                     |
| {\displaystyle 1+{\sqrt {3}}}               | {\displaystyle x^{2}-2x-2} | 2,732051… A090388                     |
| {\displaystyle {\frac {3+{\sqrt {13}}}{2}}} | {\displaystyle x^{2}-3x-1} | 3,302776… A098316 (бронзовий перетин) |
| {\displaystyle 2+{\sqrt {2}}}               | {\displaystyle x^{2}-4x+2} | 3,414214…                             |
| {\displaystyle {\frac {3+{\sqrt {17}}}{2}}} | {\displaystyle x^{2}-3x-2} | 3,561553. A178255                     |
| {\displaystyle 2+{\sqrt {3}}}               | {\displaystyle x^{2}-4x+1} | 3,732051… A019973                     |
| {\displaystyle {\frac {3+{\sqrt {21}}}{2}}} | {\displaystyle x^{2}-3x-3} | 3,791288… A090458                     |
| {\displaystyle 2+{\sqrt {5}}}               | {\displaystyle x^{2}-4x-1} | 4,236068… A098317                     |